# Wellington Paranormal – A parás körzet
A Wellington Paranormal – A parás körzet (eredeti cím: Wellington Paranormal) 2018 és 2022 között futott új-zélandi televíziós ál-dokumentumsorozat, a 2014-es Hétköznapi vámpírok című film spin-offja. A sorozatot a filmet is rendező Taika Waititi-Jemaine Clement páros készítette Paul Yatesszel kiegészülve, a történet pedig a Wellingtoni Rendőrség természetfeletti entitások után nyomozó embereit követi nyomon. A főszerepeket Mike Minogue, Karen O'Leary, Maaka Pohatu és Tom Sainsbury játszották.
A sorozatot Új-Zélandon a TVNZ 2 adta 2018. július 11. és 2022. március 23. között, majd később a TVNZ+ streamingszolgáltatásra is felkerült. Magyarországon az RTL+ kínálatába került fel 2024. január 31-én.

## Cselekmény
A sorozat főszereplői Minogue és O'Leary wellingtoni járőrök, aki a Hétköznapi vámpírokban bukkantak fel először. A sorozat elején a páros egy lány után nyomoz, akit állítása szerint megszállt a démon Bazu'aal, és mikor elfogják, a lány a falon mászva kiszökik. Ekkor keresi fel őket Maaka őrmester, aki a rendőrség paranormális eseteket vizsgáló osztályát vezeti és arra kéri őket, hogy csatlakozzanak hozzá és segítsenek a várost érintő természetfeletti események kinyomozásában.

## Készítése
A sorozatot Taika Waititi, Jemaine Clement és Paul Yates készítette; Waititi és Clement vezető produceri beosztásban is részt vettek, illetve Clement több részt is rendezett már az első évadban is. Az 6 részes első évad premierje után nem sokkal még 13 részt berendeltek belőle, amiből a szintén 6 részes második évad premierje 2019. október 16-án volt. A második évad mellett egy karácsonyi különkiadást is készítettek, ami 2019. december 19-én került adásba.
A különkiadás és a harmadik évad premierje közt a készítők csináltak egy 16 részes websorozatot, amiben az Új-Zélandi Rendőrséggel közreműködve egészségügyi és biztonsági tippeket adtak a Covid19-pandémia kapcsán. A Important COVID-19 Messages from Wellington Paranormal című websorozat részeit 2020. március 26-tól kezdték feltölteni a Rendőrség hivatalos YouTube csatornájára, a videókban Andrew Coster rendőrségi szóvívő és Clarke Gayford műsorvezető is részt vettek önmagukat adva. A sorozat főszereplői emellett korábban, 2018-ban szerepeltek a Rendőrség toborzóvideóiban és közszolgálati kampányvideóban.
A harmadik évad premierje 2021. február 24-én volt; majd 2021. júniusában Jemaine Clement bejelentette, hogy készül a negyedik évad is, ami ezzel együtt az utolsó is lesz, mivel Waititivel egy új műsor tervezésén dolgoztak. A negyedik évad premierje 2022. február 16-án volt, az ahhoz készült egyik előzetesben pedig hivatalosan is bejelentették, hogy ezzel véget is ér a sorozat.

## Szereplők
| Színész          | Szerep         | Magyar hang    |
| ---------------- | -------------- | -------------- |
| Mike Minogue     | Minogue járőr  | Széles Tamás   |
| Karen O'Leary    | O'Leary járőr  | Mikecz Estilla |
| Maaka Pohatu     | Maaka őrmester | Papp Dániel    |
| Thomas Sainsbury | Parker rendőr  | Czető Roland   |

## Epizódok

### Évados áttekintés
| Évad | Évad        | Részek száma | Részek száma | Eredeti sugárzás   | Eredeti sugárzás    | Eredeti adó |
| Évad | Évad        | Részek száma | Részek száma | Évadbemutató       | Évadzáró            | Eredeti adó |
| ---- | ----------- | ------------ | ------------ | ------------------ | ------------------- | ----------- |
|      | 1.          | 6            | 6            | 2018. július 11.   | 2018. augusztus 15. | TVNZ 2      |
|      | 2.          | 6            | 6            | 2019. október 16.  | 2019. november 20.  | TVNZ 2      |
|      | Különkiadás | Különkiadás  | Különkiadás  | 2019. december 19. | 2019. december 19.  | TVNZ 2      |
|      | 3.          | 6            | 6            | 2021. február 24.  | 2021. március 31.   | TVNZ 2      |
|      | 4.          | 6            | 6            | 2022. február 16.  | 2022. március 23.   | TVNZ 2      |

### 1. évad (2018)
| Sor. | Év. | Cím                                  | Rendező         | Író                         | Premier                              |
| ---- | --- | ------------------------------------ | --------------- | --------------------------- | ------------------------------------ |
| 1.   | 1.  | A démon lány (Demon Girl)            | Jemaine Clement | Jemaine Clement, Paul Yates | 2018. július 11. 2024. január 31.    |
| 2.   | 2.  | Cop Circles                          | Jemaine Clement | Melanie Bracewell           | 2018. július 18. 2024. január 31.    |
| 3.   | 3.  | Things That Do the Bump in the Night | Jackie van Beek | Nick Ward                   | 2018. július 25. 2024. január 31.    |
| 4.   | 4.  | The She Wolf of Kurimarama Street    | Jackie van Beek | Jessica Hansell             | 2018. augusztus 1. 2024. január 31.  |
| 5.   | 5.  | A Normal Night                       | Jemaine Clement | Sam Smith                   | 2018. augusztus 8. 2024. január 31.  |
| 6.   | 6.  | Zombie Cops                          | Jemaine Clement | Jemaine Clement, Paul Yates | 2018. augusztus 15. 2024. január 31. |

### 2. évad (2019)
| Sor. | Év. | Cím                 | Rendező         | Író                  | Premier            |
| ---- | --- | ------------------- | --------------- | -------------------- | ------------------ |
| 7.   | 1.  | Taniwha             | Dean Hewison    | Nick Ward            | 2019. október 18.  |
| 8.   | 2.  | Fear the Briannas   | Jackie van Beek | Amanda Alison        | 2019. október 23.  |
| 9.   | 3.  | Mt Victoria Hooters | Tim van Dammen  | Melanie Bracewell    | 2019. október 30.  |
| 10.  | 4.  | Copy Cops           | Tim van Dammen  | Cori Gonzalez-Macuer | 2019. november 6.  |
| 11.  | 5.  | Haunted Nissan      | Jackie van Beek | Paul Yates           | 2019. november 13. |
| 12.  | 6.  | Mobots              | Jemaine Clement | Jemaine Clement      | 2019. november 20. |

### Karácsonyi különkiadás (2019)
| Sor. | Év. | Cím               | Rendező      | Író        | Premier            |
| ---- | --- | ----------------- | ------------ | ---------- | ------------------ |
| 13.  | 1.  | Christmas Special | Dean Hewison | Paul Yates | 2019. december 19. |

### 3. évad (2021)
| Sor. | Év. | Cím                 | Rendező         | Író                  | Premier           |
| ---- | --- | ------------------- | --------------- | -------------------- | ----------------- |
| 14.  | 1.  | The Invisible Fiend | Tim van Dammen  | Nick Ward            | 2021. február 24. |
| 15.  | 2.  | Te Maero            | Jemaine Clement | Jemaine Clement      | 2021. március 3.  |
| 16.  | 3.  | Fear Factory        | Jemaine Clement | Paul Yates           | 2021. március 10. |
| 17.  | 4.  | The Sevens Ghosts   | Tim van Dammen  | Cori Gonzalez-Macuer | 2021. március 17. |
| 18.  | 5.  | The Revengers       | Tim van Dammen  | Amanda Alison        | 2021. március 24. |
| 19.  | 6.  | Fatberg             | Jemaine Clement | Melanie Bracewell    | 2021. március 31. |

### 4. évad (2022)
| Sor. | Év. | Cím            | Rendező         | Író                                      | Premier           |
| ---- | --- | -------------- | --------------- | ---------------------------------------- | ----------------- |
| 20.  | 1.  | Bird Woman     | Tim van Dammen  | Melanie Bracewell                        | 2022. február 16. |
| 21.  | 2.  | The Wicked Man | Jackie Van Beek | Rosie Howells                            | 2022. február 23. |
| 22.  | 3.  | The Coolening  | Jemaine Clement | Raybon Kan                               | 2022. március 2.  |
| 23.  | 4.  | Skeleton Crew  | Jackie van Beek | Paul Yates                               | 2022. március 9.  |
| 24.  | 5.  | Who the Hell   | Tim van Dammen  | Paul Yates, Nick Ward, Melanie Bracewell | 2022. március 16. |
| 25.  | 6.  | Time Cop       | Tim van Dammen  | Paul Yates, Nick Ward, Melanie Bracewell | 2022. március 23. |

## Fordítás
Ez a szócikk részben vagy egészben  a   Wellington Paranormal című angol Wikipédia-szócikk fordításán alapul.  Az eredeti cikk szerkesztőit annak laptörténete sorolja fel. Ez a jelzés csupán a megfogalmazás eredetét és a szerzői jogokat jelzi, nem szolgál a cikkben szereplő információk forrásmegjelöléseként.